# Emilie Conradi
Emilie Conradi (* 24. Oktober 1822 in Trier; † 24. Oktober 1888 ebenda) war eine Schwester von Karl Marx.

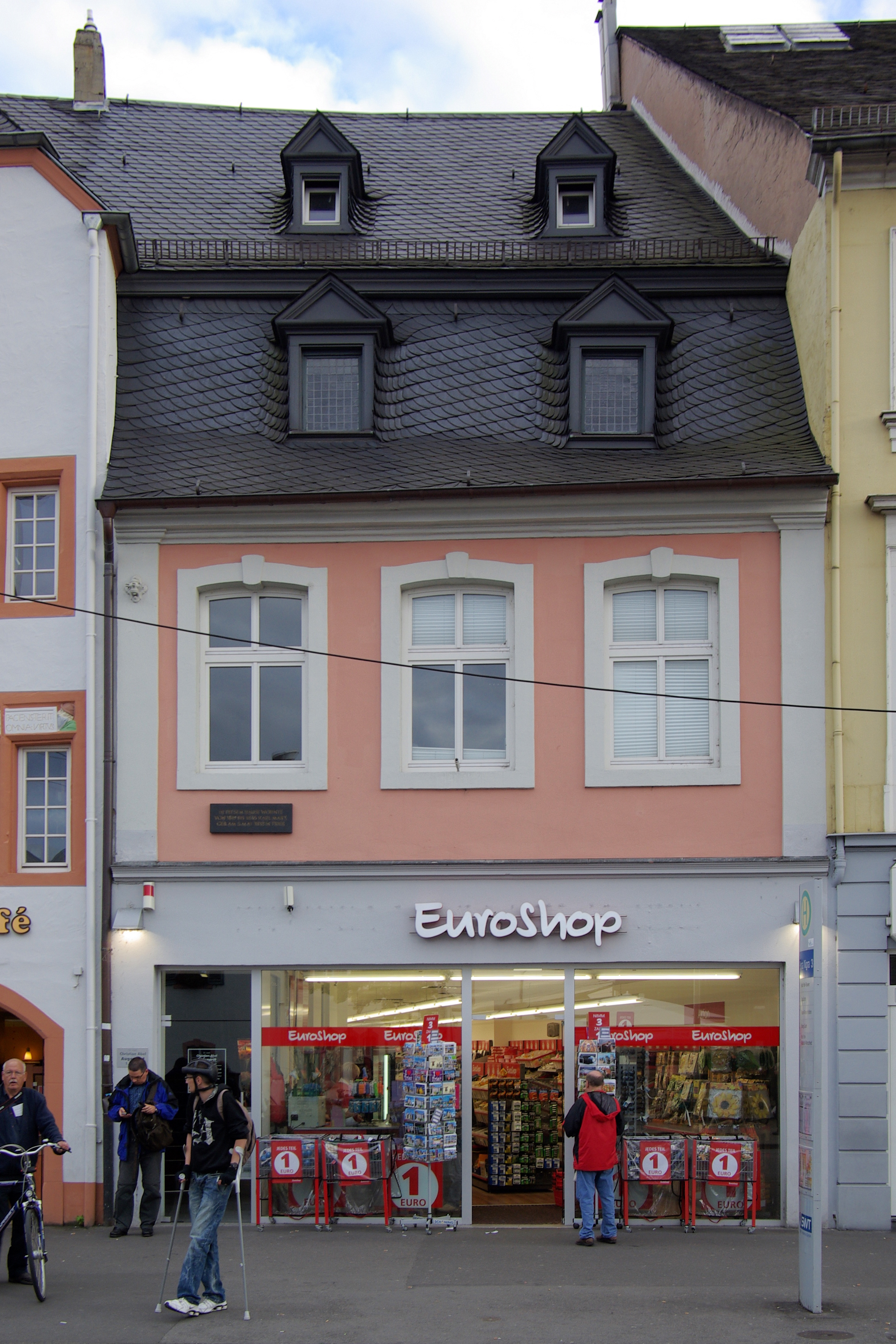
Wohnhaus der Familie Marx, hier wohnte Emilie Marx.

Hier in der Dreifaltigkeitskirche wurde Emilie mit ihrer Schwester Louise konfirmiert.

## Geschwister
- Sophia Marx (1816–1866), verheiratet mit Willem Robert Schmalhausen (1817–1862)
- Karl Marx (1818–1883), verheiratet mit Jenny Marx (1814–1881)
- Hermann Marx (1819–1842)
- Henriette Marx (1820–1845), verheiratet mit Theodor Simons (1813–1863)
- Louise Marx, verheiratet mit Jan Carel Juta (1824–1886)
- Caroline Marx (1824–1847)
- Eduard Marx (1826–1837)

## Leben
Emilie Marx war das siebente Kind von Heinrich Marx und Henriette Presburg. Sie wurde, wie auch ihr Bruder Karl Marx, am 26. August 1824 durch Divisionsprediger Mühlenhoff evangelisch getauft. Emilie wurde privat oder auf einer Mädchenschule unterrichtet. Da ihr Vater 1838 schwer erkrankte, wurde sie gemeinsam mit ihrer älteren Schwester Louise am 8. April 1838 evangelisch konfirmiert. Überliefert sind einige Briefe an ihren Onkel Lion Philips und an Henriette van Anrooij aus den Jahren 1853–1854. Emilie hielt den brieflichen Kontakt mit ihrem Bruder Karl und seiner Frau. Bekannt ist auch eine Liebschaft mit dem Maler August Gustav Lasinsky.
Nach geschlossenem Ehevertrag heiratete Emilie am 22. Oktober 1859 den Wasserbauaufseher Johann Jacob Conradi (* 19. November 1821 in Laasphe; † 28. April 1892 in Trier) in Trier. Das Ehepaar wohnte zunächst in der Fleischstraße 37, dann ab 1864 in dem Trierer Vorort St. Barbara, dann ab 1875 Margarethenstraße 367 und schließlich ab 1883 Simeonstiftstraße 17. Als Henriette Marx, ihre Mutter, am 30. November 1863 verstarb, übersandte sie eine Trauerkarte an ihren Bruder nach London.
Der letzte Besuch von Karl Marx fand am 15. Dezember 1863 in Trier statt. Im Zuge der Erbschaftsregelung half J. J. Conradi Marx, zu seinem Anteil zu kommen. Am 10. Mai 1865 wurde ihr einziges Kind Henriette Sophie Louise Nanette in Trier geboren. Im Juli 1865 starb Esther Kosel, geb. Marx – eine Tante von Karl Marx – in Frankfurt am Main. Auch hier half J. J. Conradi Marx, in den Besitz der Erbschaft zu gelangen. Überliefert ist auch ein Brief von Emilie an ihre Tante Babette Blum (geb. Marx) in der Erbschaftssache Kosel. Als Marx am 14. März in London starb, kondolierte Emilie ihrer Nichte Eleanor Marx am 17. März 1883.
Am 24. Oktober 1888, ihrem Geburtstag, verstarb Emilie Conradi an einem „Herzleiden“ in ihrer Heimatstadt  und wurde am 27. Oktober dort beerdigt. 
Ihr Mann überlebte sie um vier Jahre. In der Sterbeurkunde wurde er als „Strommeister a. D.“ bezeichnet. Der weitere Lebensweg ihrer Tochter Henriette ist noch unerforscht.

## Briefe
- Emilie Marx an Henriette van Anrooij (nach dem 18. November 1851)
- Emilie Marx an Sophie und Lion Philips (Frühjahr 1853)
- Trauerkarte für Henriette Marx (1. Dezember 1863)
- Johann Jacob Conradi an Karl Marx (12. März 1864)
- Johann Jacob Conradi an Karl Marx (3. November 1865)
- Emilie Conradi an Babette Blum, geb. Marx (9. November 1865)
- Emilie Conradi an Karl Marx (6. Dezember 1881)
- Emilie Conradi an Eleanor Marx (17. März 1883)